# Dzicze Bagno (województwo opolskie)
Dzicze Bagno – użytek ekologiczny położony na terenie gminy Niemodlin w województwie opolskim. Utworzony Rozporządzeniem Wojewody Opolskiego z 3 lutego 1997 roku. Jego powierzchnia wynosi 2,75 ha. Użytek jest środowiskiem bytowania i żerowania wielu gatunków ptaków wodnych.